# Вторая Пуническая война
Вторая Пуническая война (называемая также римлянами «войной против Ганнибала» и Ганнибаловой войной, 218—201 годы до н. э.) — военный конфликт между двумя коалициями, во главе которых стояли Рим и Карфаген, за гегемонию в Средиземноморье. Основные боевые действия развернулись в Италии и позже в Ливии, параллельно они шли в Испании, некоторое время — на Сицилии. В разное время на стороне Рима воевали Сиракузы, Нумидия, Этолийский союз и Пергам, на стороне Карфагена — Македония, Нумидия, Сиракузы и Ахейский союз.
Официальной причиной войн стала осада и взятие испанского города Сагунта (союзника Рима) карфагенским полководцем Ганнибалом. После этого римляне объявили Карфагену войну. Поначалу карфагенская армия под предводительством Ганнибала одерживала верх над римскими войсками. Самой значительной из побед карфагенян является битва при Каннах, после которой в войну на стороне Карфагена вступила Македония. Однако римляне вскоре смогли перехватить инициативу и перешли в наступление. Последним сражением войны стала битва при Заме, после которой Карфаген запросил мира. В результате войны Карфаген потерял все свои владения за пределами Африки, Рим же стал сильнейшим государством западного Средиземноморья.

## Предыстория

Владения Рима и Карфагена к началу войны

Мир 241 года до н. э. был куплен Карфагеном дорогой ценой. К римлянам перешли все доходы, которые карфагеняне получали с Сицилии, также было существенно ослаблено почти монопольное торговое господство Карфагена в Западном Средиземноморье. Поведение Рима во время восстания наёмников, который воспользовался временной слабостью Карфагена и вопреки мирному договору захватил принадлежавшие ему Корсику и Сардинию, ясно показало враждебный настрой римлян — стало понятно, что мирное сосуществование двух держав абсолютно невозможно.
Вновь получив после подавления восстаний должность главнокомандующего, Гамилькар Барка начал войну на Пиренейском полуострове. Ещё в глубокой древности, в конце II тысячелетия до н. э., эта территория была объектом интенсивной колонизационной и торговой деятельности финикийцев. В конце II — начале I тысячелетия до н. э. они основали на юге полуострова ряд больших городов, и среди них такие крупные торгово-ремесленные центры, как Гадес и Малака. Объединившись в ходе ожесточённой борьбы против Тартесса и греческой колонизации Пиренейского полуострова, они сравнительно рано вынуждены были признать верховенство Карфагена. Понятно, что при таких связях, уходящих в глубокую древность, именно Испания была наиболее удобным плацдармом для организации похода в Италию. Гамилькар и его зять Гасдрубал в течение 9 лет расширяли владения Карфагена, пока первый не пал в битве при осаде города Гелики, а второго убил в Новом Карфагене ибер-варвар.
Первоначально осада складывалась благоприятно для пунийцев, и их командующий решил отправить большую часть своей армии и слонов зимовать на основную базу пунийцев — Акра Левке. Но в этот момент вождь племени ориссов, связанный, как казалось, дружескими отношениями с Гамилькаром, неожиданно пришёл на помощь Гелике, и пунийцы, не выдержав его удара, обратились в бегство. Возникла непосредственная опасность для сыновей Гамилькара, находившихся в боевых порядках, и для того чтобы её ликвидировать, Гамилькар принял основной удар на себя — преследуемый противниками, он утонул в реке, а дети тем временем были доставлены в Акра Левке.
Политику Гамилькара продолжил его зять Гасдрубал, избранный войском новым главнокомандующим. Важнейшим политическим актом Гасдрубала, которым он ещё более, чем другими своими действиями, продолжил начинания Гамилькара, было основание на пиренейском берегу Средиземного моря Нового Карфагена. Этому городу, расположенному на берегу удобного залива и окружённому цепью неприступных холмов, повезло больше, чем Акра Левке: если последний, насколько об этом можно судить, всегда оставался заштатным городом и с Гадесом соперничать был не в состоянии, то Новый Карфаген сразу же превратился в административный центр пунийских владений в Испании и в один из важнейших торговых центров всего Западного Средиземноморья. Трудами этих людей Карфаген не только полностью компенсировал потери в ходе Первой Пунической войны, но и приобрёл новые рынки сбыта, а серебряные рудники приносили такие доходы, что политические противники Гамилькара и Гасдрубала были совершенно лишены возможности им противодействовать. Действия Барки вызвали естественное беспокойство греческих колоний на Пиренейском полуострове. Они почувствовали угрозу своей самостоятельности и обратились за защитой к Риму, который получил желанный повод вмешаться в испанские дела. Уже при жизни Гамилькара состоялись переговоры между Римом и Карфагеном, и по соглашению между ними были разделены сферы влияния (южная — пунийская, северная — римская), а их границей признавалась река Ибер.
В момент смерти отца Ганнибалу исполнилось семнадцать лет. Судя по дальнейшим событиям, он вместе с братьями Магоном и Гасдрубалом покинул Испанию и вернулся в Карфаген. Обстановка военного лагеря, участие в походах, наблюдения за дипломатической деятельностью отца и зятя, несомненно, оказали решающее воздействие на его формирование как полководца и государственного деятеля.
Именно отцу Ганнибал был обязан и своим незаурядным образованием, в том числе знанием греческого языка и литературы, умением писать по-гречески. Насколько принципиальным было приобщение Гамилькаром Баркой детей к эллинской культуре, видно из того, что оно было сделано вопреки старинному закону, запрещавшему изучать греческий язык. Преступая через давнее установление, которое должно было отгородить пунийцев от исконного врага — Сиракуз, а фактически изолировало их от окружающего мира, Гамилькар не только стремился подготовить своих детей (прежде всего Ганнибала) к активной политической деятельности в будущем. Он хотел подчеркнуть своё стремление ввести Карфаген в эллинистический мир — и не как чужеродное явление, но как органическую часть — и обеспечить ему поддержку и сочувствие греков в предстоящей борьбе с римскими «варварами». Между тем Рим начал интересоваться делами на западе Средиземноморского бассейна и заключил союз с Сагунтом, направленный прямо против Карфагена и имевший целью остановить продвижение последнего на север.
А Ганнибал вернулся в Испанию, где благодаря своим личным качествам стал очень популярным в армии — после смерти Гасдрубала солдаты выбрали его главнокомандующим.
Когда Ганнибал пришёл к власти, ему было двадцать пять лет. Господство карфагенян в Испании было прочно установлено, и южная часть Пиренейского полуострова казалась надёжным плацдармом для наступления на Рим. Сам Ганнибал обзавёлся уже традиционными для Баркидов прочными связями с иберийским миром: он был женат на иберийке из союзного Карфагену города Кастулона. Ганнибал сразу повёл себя так, будто война с Римом уже решена и поручена ему, а сферой его деятельности назначена Италия. Ганнибал, по-видимому, и не скрывал своего намерения напасть на союзный римлянам Сагунт и тем самым вовлечь Рим в прямой конфликт, однако стремился при этом сделать вид, будто атака на Сагунт произойдёт сама собой, в результате естественного развития событий. С этой целью он одержал ряд побед над испанскими племенами, жившими на границе северных владений Карфагена, и вышел непосредственно к границам области Сагунта. Несмотря на то, что Сагунт был римским союзником, Ганнибал мог рассчитывать на невмешательство Рима, который был занят борьбой с галлами и иллирийскими пиратами. Спровоцировав конфликты между Сагунтом и иберийскими племенами, находящимися под пунийской властью, Ганнибал вмешался в конфликт и под незначительным предлогом объявил войну. После довольно тяжёлой 7-месячной осады город был взят, а Рим так и не решился оказать Сагунту военную помощь, лишь посольство, посланное в Карфаген уже после взятия города, прямо объявило о начале войны.
Перед походом в Италию Ганнибал дал армии отдых на всю зиму. Серьёзное внимание он уделял обороне Африки и Испании. В Африке Ганнибал оставил 13 750 пехоты и 1200 всадников, набранных в Испании, туда же были направлены 870 балеарских пращников. Сам Карфаген дополнительно усилили 4-тысячным гарнизоном. Командовать пунийскими войсками в Испании Ганнибал назначил своего брата Гасдрубала и передал в его распоряжение значительные воинские силы: пехотинцев — 11 850 ливийцев, 300 лигуров, 500 балеаров и всадников — 450 ливиофиникиян и ливийцев, 300 илергетов, 800 нумидийцев. Кроме того, у Гасдрубала были 21 слон и для обороны побережья от римского вторжения с моря флот в составе 50 пентер, 2 тетреры и 5 триер. Армия вторжения состояла примерно из 50 000 пехотинцев, 9 000 всадников и 37 слонов.
Между тем римляне также готовились к войне. Консул Тиберий Семпроний Лонг располагал 24 000 пехоты, 2 400 всадников и 160 кораблями. Второй консул — Публий Корнелий Сципион — имел 22 000 пехоты и 2 200 всадников. Армия Рима в Галлии, под начальством претора Луция Манлия, насчитывала 18 000 пехоты и 1 600 всадников. В целом римская армия насчитывала 64 000 пехоты и 6 200 кавалерии — немногим более, чем было у Ганнибала. Существенное преимущество римлян заключалось в том, что им предстояло воевать на родине, и для них мобилизация дополнительных воинских контингентов была более простым делом, чем для пунийского полководца получение подкреплений. Нельзя, впрочем, не видеть и распылённости римской армии, и отсутствия единого командования, что, конечно, затрудняло римлянам ведение боевых операций. К счастью для Карфагена, Ганнибал был гением военного дела.

## Первый период войны (218—213 до н. э.)
Весной 218 года до н. э. Ганнибал выступил в поход, одновременно с движением в Галлию приступив к завоеванию северной долины реки Эбро. Переговоры, которые он предусмотрительно вёл с галлами, обеспечили ему возможность осуществить беспрепятственный проход через их земли. Лишь при переправе через Родан ему пришлось применить силу. А римская армия Публия Корнелия Сципиона не смогла помешать его движению из-за недоразумений с обеих сторон.

### Переход Ганнибала через Альпы

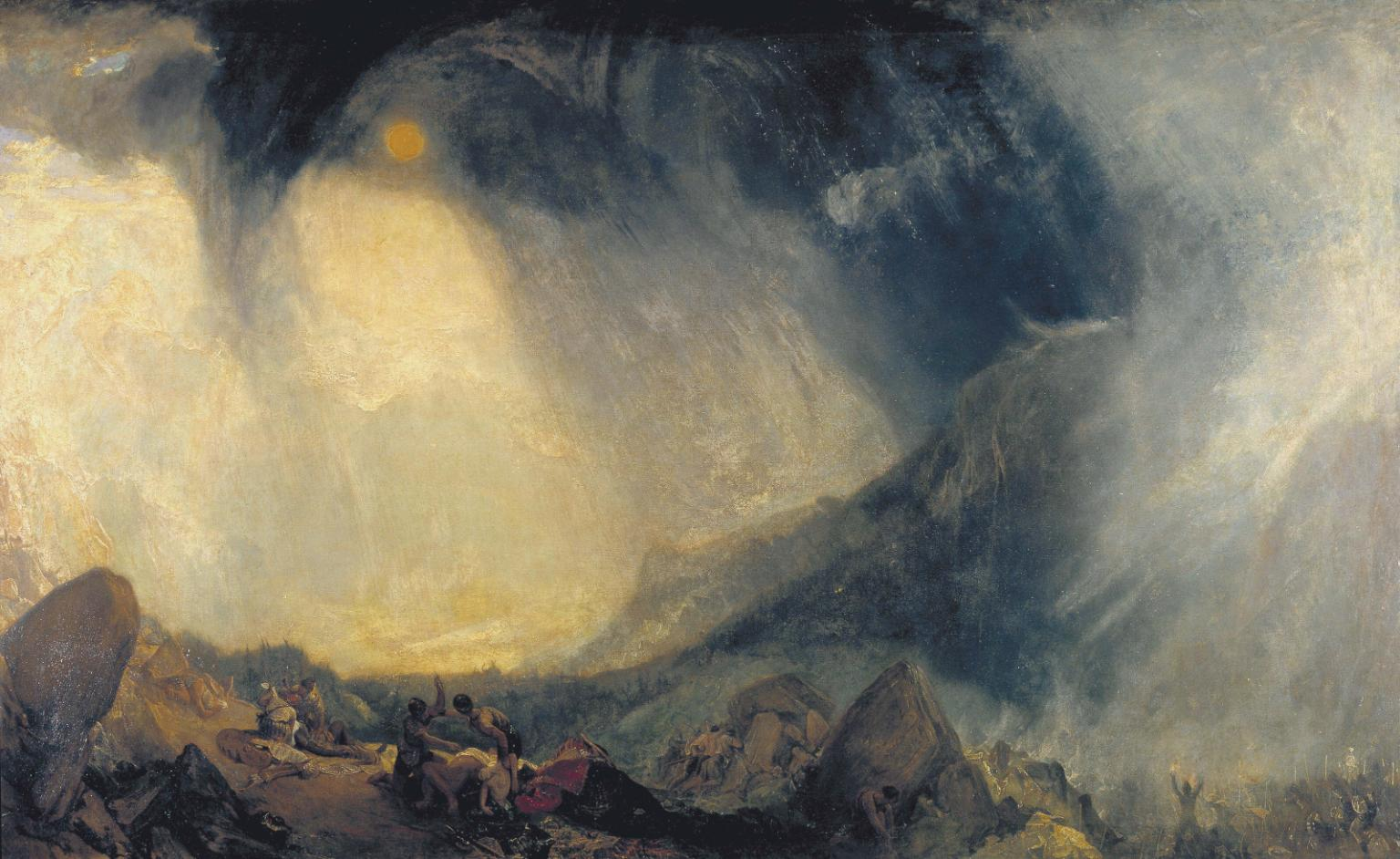
У. Тёрнер. Снежный шторм. Ганнибал и его армия переходят Альпы (1810—1812)

Однако при переходе через Альпы он понёс очень тяжёлые потери (около половины всех войск) — из-за суровых условий перехода и из-за галльского племени аллоброгов, постоянно устраивавших ему засады по пути следования. Спуск с перевала обошёлся армии даже тяжелее подъёма. Ганнибал, придя в Италию, располагал всего примерно 12 тыс. ливийских и 8 тыс. иберийских пехотинцев и не более чем 6 тыс. всадников и 15 слонами. Вскоре он заставил окрестные галльские племена признать свою власть. Тем временем Публий Сципион сумел привести в Северную Италию значительную армию, и Ганнибал был вынужден начать наступление. Однако у Ганнибала и его войска хватило времени на отдых перед первой их битвой в Италии.

### Первые победы Ганнибала

Сражения Второй Пунической войны

Битва состоялась у реки Тицин. Противники расположили свои войска следующим образом: Сципион поставил впереди копьеметателей и галльских всадников, а остальных — римлян и отборные силы союзников — выстроил за ними в линию. Ганнибал разместил тяжёлую кавалерию прямо против фронта римлян, а на флангах — нумидийских всадников, рассчитывая в дальнейшем окружить неприятеля. Враги стали быстро сближаться. Римские копьеметатели, едва бросив по одному дротику, бежали между отрядами стоявших за ними всадников. Началось конное сражение; многие всадники были сброшены с коней, а другие спешивались сами. Сражение постепенно превратилось в бой пехотинцев. Тем временем нумидийские всадники Ганнибала, обойдя сражающихся с флангов, появились в тылу римской армии; копьеметатели были растоптаны их конями; в рядах римлян началась паника. Сам Сципион чуть не погиб. По одной из версий его спас молодой Публий Корнелий Сципион Африканский.
Остатки римской армии отступили к холмистой местности у реки Требия. К ним вскоре подошла армия второго консула — Тиберия Семпрония Лонга, который заменил раненого Сципиона. Дав ему победить в незначительной стычке, Ганнибал внушил новому римскому командующему уверенность в победе. А Лонг был весьма честолюбив (о чём Ганнибалу было известно) и после лёгкой победы горел желанием разбить армию Ганнибала. И вскоре, совершенно неожиданно для римлян, очередная небольшая стычка превратилась в генеральное сражение.

Карта похода Ганнибала в Италию

Ганнибал поручил своему брату Магону, который уже возглавлял нумидийскую кавалерию после битвы при Тицине, выбрать для засады 100 пехотинцев и 100 всадников. Когда с отобранными воинами Магон явился к Ганнибалу, тот приказал каждому из них, в свою очередь, отобрать из своих подразделений ещё по 9 человек. Набрав, таким образом, 1 тыс. пехотинцев и столько же всадников, он расположил их ночью в месте, которое до того сам облюбовал.
Был день зимнего солнцестояния. Рано утром шёл снег, потом пошёл дождь. Ганнибал приказал своей нумидийской коннице перейти через Требию и, подскакав к воротам неприятельского лагеря, забросать дротиками караулы, вызвать римлян на бой, а когда сражение начнётся, медленно отступать к реке и заставить противника, в свою очередь, перейти на тот берег, где стояли карфагеняне. Всем остальным было предписано завтракать, подготовить оружие, коней и ждать сигнала.
Нумидийцы блестяще выполнили задачу. Когда они устроили у лагерных ворот шум и беспорядок (по Полибию, едва только было замечено их приближение), Семпроний, ни минуты не сомневавшийся в успехе, вывел против них свою конницу, а потом и остальных солдат. Однако проделал он это слишком торопливо. Его воины вышли на поле голодными и недостаточно тепло одетыми, кони были не кормлены. Когда римляне вступили в полосу речного тумана, преследуя отходящих нумидийцев, они всё больше и больше мёрзли. В реке холодная вода доходила им до уровня груди, так что, когда солдаты Семпрония вышли на другой берег, они едва могли держать в руках оружие.
Карфагенские воины тем временем грелись у костров, растирались оливковым маслом и завтракали. Получив условленный сигнал о том, что римляне перешли через реку, Ганнибал вывел свои войска в поле. Впереди он поставил балеаров — лёгкую пехоту (8 тыс. человек), за ними — тяжеловооружённую пехоту (иберы, галлы и ливийцы; 20 тыс. человек), а на обоих флангах — 9 тыс. всадников и слонов. Семпроний, увидев, что его всадники чрезмерно увлеклись преследованием нумидийцев, то отступавших, то вновь переходивших в контратаку, и подвергают себя чрезмерной опасности, приказал им отступить и присоединиться к основным силам. В центре Семпроний выстроил 18 тыс. римлян; 20 тыс. союзников и тех, кто имел права латинского гражданства; сверх этого воинов из галльского племени кеноманов, а на флангах — кавалерию (около 4 тыс. всадников).

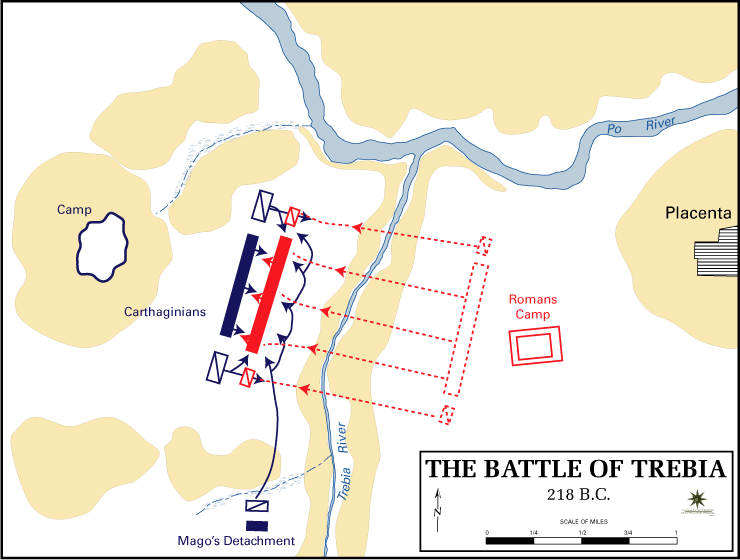
Схема битвы при Требии

Сражение начали балеары, заставившие римских копьеметателей отступить, а затем присоединившиеся к карфагенским всадникам, наносившим фланговый удар. Римская конница была смята превосходящей по численности кавалерией противника, балеарами и слонами. Тяжеловооружённые пехотинцы дрались с большим упорством и ожесточением, но без определённого результата. Внезапно для римлян в их тыл ударил из засады отряд Магона и привёл заднюю шеренгу римлян в замешательство. Оказавшись в окружении, римская пехота мужественно сопротивлялась, прорвала боевую линию карфагенян и заставила повернуть назад слонов, едва не бросившихся на самих пунийцев. Ганнибал приказал отвести слонов на фланги и направить их против кеноманов, которые обратились в паническое бегство. В этих условиях 10 тыс. римских пехотинцев пробились сквозь карфагенские ряды и вырвались из окружения; не имея возможности вернуться в свой лагерь, они отступили к Плаценции. Туда же, а оттуда в Кремону, ушли под командованием Сципиона и подразделения, остававшиеся во время боя в лагере.
Карфагеняне победили и на этот раз, однако теперь со значительно большими потерями. Особенно сильные опустошения произвела в их рядах непогода: умирали люди, падали лошади, погибли почти все слоны (осталось всего 7). Но галлы доставили большие подкрепления (до 60 тыс. человек), и Ганнибал занялся их организацией.
Вскоре он двинулся в Этрурию, однако переход через Апеннины оказался неожиданно тяжёлым: армию застигла буря, погибло много людей, уцелел только один слон. Нетерпеливое стремление перенести войну в Этрурию легко объяснимо военно-политическим положением. Ганнибалу было, конечно, хорошо известно, что римляне отправляли свои гарнизоны во все пункты, где они могли ждать нападения, — в Сицилию, в Сардинию, в Тарент, что они построили ещё 60 пентер, что новые консулы (Сервилий и Фламиний) проводят в самом Риме мобилизацию новых контингентов и организуют ополчение союзников, что даже от сиракузского царя Гиерона II они потребовали помощи, и тот прислал им 500 критян (то есть лучников, необязательно уроженцев Крита) и 1 тыс. пельтастов, наконец, что запасы продовольствия римляне сосредоточивали в Аримине и в Этрурии, явно намереваясь там преградить дорогу карфагенянам.

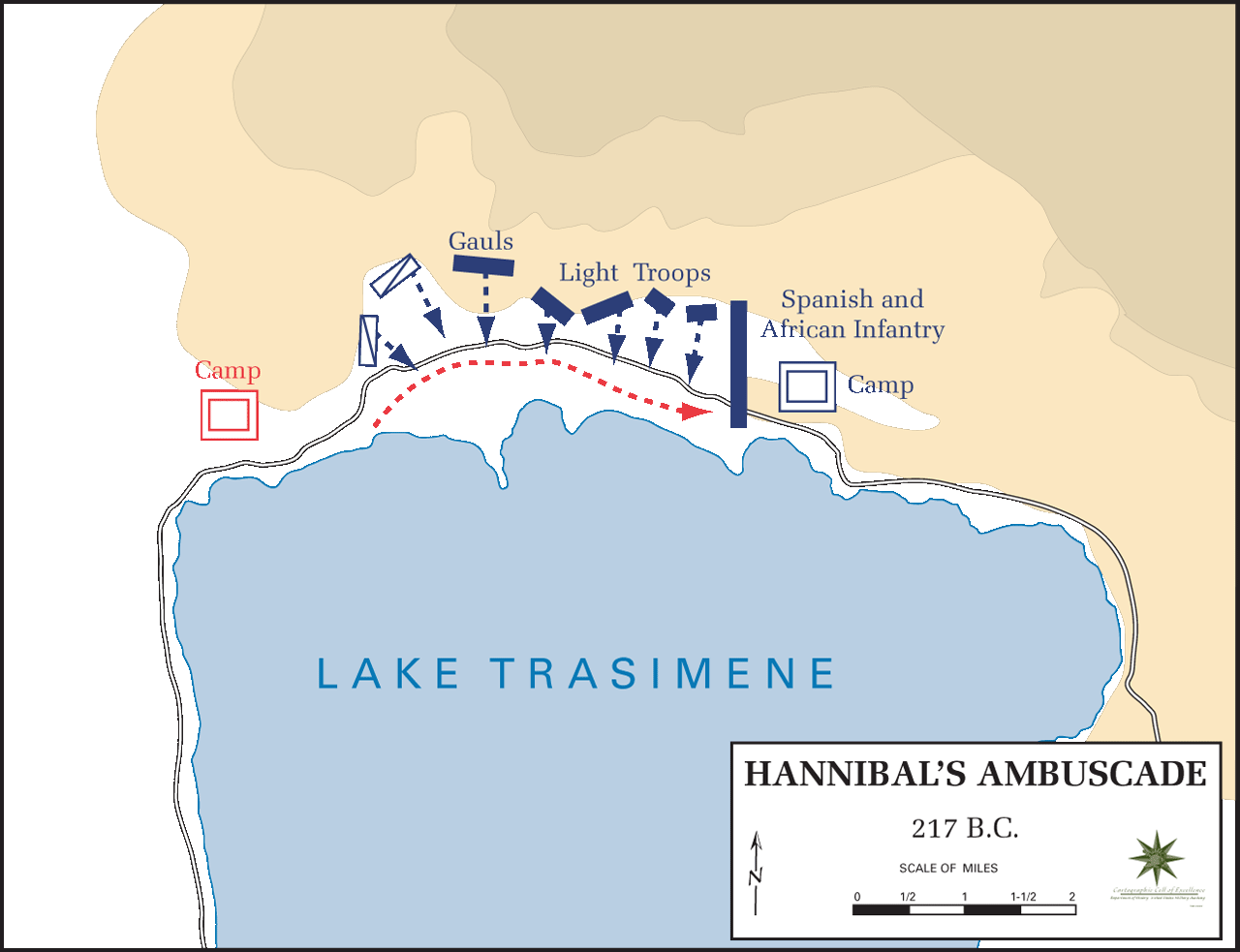
Карта битвы при Тразименском озере

В 217 году до н. э. новыми консулами стали Гай Фламиний и Гней Сервилий Гемин.
Гай Фламиний, который достиг консульства благодаря своей борьбе с аристократами, нуждался в быстром успехе. Ганнибалу легко удалось спровоцировать новое сражение. В битве у Тразименского озера римская армия попала в засаду (30 тыс. пехотинцев и 3000 всадников). 15 тыс. римлян было убито, 6 тыс. попало в плен, а потери карфагенян составили всего 2 тыс. человек. Через несколько дней был уничтожен и четырёхтысячный отряд конницы, посланный Гнеем Сервилием.

### Тактика Фабия
В Риме назначили диктатора; им стал римский аристократ Квинт Фабий Максим. Поняв, что в открытом сражении противодействовать Ганнибалу очень сложно, он применил новую тактику. Римская армия (пополненная двумя новыми легионами) постоянно контролировала все перемещения пунийской, но не вступала в бой, а Ганнибал, разумеется, не имел возможности вести активных действий, имея перед собой неразбитую римскую армию. Начальник конницы Фабия — Марк Минуций — был не согласен с этой тактикой, — ведь Италия становилась беззащитной перед разорением со стороны пунийцев, но когда он, получив командование, попытался вступить в битву, то едва не потерпел поражения, и лишь появление Фабия с другой частью войск позволило избежать нового разгрома. Ганнибал многократно пытался спровоцировать римлян на битву, но успеха не добился.

### Начало военных действий в Испании
Тем временем в Испании Гней Корнелий Сципион — брат консула — сумел нанести пунийцам ряд поражений. Гасдрубал Барка не сумел оказать ему серьёзного противодействия.
В Испании события развивались крайне неудачно для карфагенян. Был разбит их флот, в сухопутных битвах потери составили 15 тыс. убитыми и 4 тыс. пленными, к римлянам же пришли подкрепления в размере 8 тыс. воинов и 30 кораблей. Но попытка высадки в Африке закончилась неудачно.

### Битва при Каннах

Карта основных военных действий Второй Пунической войны

В следующем 216 году до н. э. консулами стали Гай Теренций Варрон и Луций Эмилий Павел. Рим готовился к решительным действиям: собрано 8 легионов, таким образом против Ганнибала, имевшего 50 тыс. воинов, была направлена армия в 90 тыс. человек. Битва состоялась у города Канны. Консулы выстроили всю римскую армию в боевой порядок: на правом фланге, более близком к реке, расположили всадников, на левом — конницу союзников, а ближе к центру — их пехоту. В центре находились римские легионы, а перед строем — пращники и другие легковооружённые воины. Командование левым флангом взял на себя Гай Теренций Варрон, правый фланг он поручил Луцию Эмилию Павлу и центр — Гнею Сервилию Гемину. Римляне рассчитывали удержать карфагенскую конницу своей, а преобладающим количеством пехоты уничтожить пехотинцев Ганнибала. Рано утром Ганнибал переправил на левый берег Ауфида балеарские части и другие легковооружённые формирования, а за ними и остальных солдат. На левом фланге, ближайшем к реке, он поставил иберийских и галльских всадников, которые должны были действовать против римской конницы, в центре — пехоту (половину — тяжеловооружённых ливийцев, посредине этого строя — галлов и иберов, а за ними — снова ливийцев) и на правом фланге — нумидийских всадников, которые здесь должны были сражаться с римскими союзниками. Ливийцы были вооружены трофейным оружием, отобранным у римлян. Армия Ганнибала состояла из 40 тыс. пехотинцев и 10 тыс. всадников.
Расположены были карфагеняне исключительно удобно: лицом к северу и спиной к ветру, нёсшему песок и пыль в лицо римлянам; солнечные лучи не слепили воинов. При построении Ганнибал выдвинул вперёд иберов и галлов, которые должны были первыми вступить в бой, а остальных расположил так, что образовалось нечто вроде выгнутого в сторону фронта огромного полумесяца, делавшегося по краям все тоньше и тоньше. Командование левым флангом Ганнибал поручил Гасдрубалу, правым — Магарбалу, а сам вместе со своим братом Магоном взял на себя центр. Сражение, как и обычно, завязали легковооружённые солдаты. Затем галльско-иберийская конница Ганнибала обрушилась на правый римский фланг и вскоре обратили римлян в бегство, после чего был разбит и левый фланг римлян. Тем временем в бой вступила пехота, и иберийско-галльские пехотинцы Ганнибала после упорного сопротивления начали медленно отступать, увлекая за собой римлян, проникавших все глубже в расположение карфагенских войск. Между тем ливийские пехотинцы атаковали римлян с обоих флангов, а пунийская кавалерия нанесла удар в тыл. Римская пехота оказалась в кольце, и вскоре судьба битвы была решена. 48 тыс. пало на поле боя, 4,5 тыс. было взято в плен, потери Ганнибала составили 8 тыс. человек, по Ливию — «все храбрейшие воины».
Последствия битвы были огромны. На сторону пунийцев перешли множество итальянских городов, и главное — Капуя. Из Карфагена было решено послать Ганнибалу 40 слонов и 4 тыс. конницы, а из Испании — 20 тыс. пехоты и 4 тыс. конницы. Сиракузы и Македония заключили с Карфагеном союз.
Но в Испании дела пунийцев шли всё хуже: итогом нового поражения стали 25 тыс. убитых и 10 тыс. пленных воинов. Подкрепления же, предназначенные Ганнибалу, были использованы в неудачной попытке захвата Сардинии.
В самой Италии Ганнибал, несмотря на победный энтузиазм своих соратников, так и не решился идти на Рим, жители которого пребывали некоторое время в панике после каннского разгрома. Стремясь обеспечить себе надёжную базу в Италии, карфагеняне занялись вытеснением римлян из оставшихся им верными городов на юге полуострова. Тем временем Рим постепенно оправлялся от страшного поражения, пополняя армию даже рабами.

### Война в Италии в конце 216—215 до н. э.
Победное шествие Ганнибала после Канн, апогеем которого стало подчинение Капуи, завершилось у Нолы, где претор Марк Клавдий Марцелл, раскрыв заговор по сдаче города, сначала сорвал штурм карфагенян, а затем нейтрализовал противников римлян в своём тылу.
В виду приближения зимних холодов Ганнибал не решился осаждать Неаполь, который планировалось использовать в качестве морской базы против Рима, и отвёл армию на зимовку в Капую. Пиршества, безделье и блудницы в Капуе зимой 216/215 годов до н. э. ослабили армию Ганнибала не меньше, чем марши, осады и штурмы. После зимовки в Капуе Ганнибал не одержал ни одной серьёзной победы.
Весной 215 года до н. э. Ганнибал начал новое наступление, захватив несколько небольших городов. Однако капуанцы, союзники карфагенян, потерпели поражение, стремясь захватить Кумы. Помощь им от Ганнибала оказалась неэффективной, вторая попытка взятия Нолы также не удалась. Наступательный порыв армии Карфагена в Италии спал. Римляне, уклоняясь от больших сражений, постепенно начали организовывать карательные экспедиции против союзников карфагенян. На юге Италии разгоралась малая война, успех в которой был достигнут организацией снабжения войск и разведки, а не талантами полководцев. Для решительных успехов Ганнибал остро нуждался в подкреплениях. Чтобы он их не получал, римляне должны были максимально эффективно оттягивать силы Карфагена от Италии на «периферийную войну», театры боевых действий которой располагались на Сицилии, в Испании, Иллирии и Северной Африке.

### Осада Сиракуз
В Сицилии после заключения союза с Сиракузами карфагеняне добились существенных успехов. Пятнадцатитысячная армия Сиракуз совместно с пунийскими частями сильно теснила римские войска, но вскоре появился Марцелл с сильной армией и двинулся на Сиракузы. Город был большой, и римляне рассчитывали, что им удастся быстро преодолеть стены, но они встретили, совершенно неожиданно, очень сильное сопротивление, организатором которого был Архимед. Марцелл был вынужден начать осаду. Карфагеняне тем временем отправили в Сицилию армию из 25 тыс. пехотинцев, 3 тыс. всадников и 12 слонов.

### Нападение Македонии на Иллирию
Царь Македонии Филипп V, выполняя свои союзнические обязательства, напал на римские владения в Иллирии, однако существенной поддержки Ганнибалу это не принесло. Господствовавший на море римский флот успешно защищал побережье. Кампания 214 года до н. э. окончилась тем, что блокированный римлянами македонский флот был сожжён самими отступавшими македонянами. В следующем году серьёзные боевые действия так и не начались. Тем временем римской дипломатии удалось организовать антимакедонский союз в Греции, на затянувшуюся борьбу с которым Филипп V тратил практически все свои ресурсы. На помощь со стороны Македонии Карфаген уже не рассчитывал.

### Боевые действия в Испании
В 214 году до н. э. в Испании пунийцы потерпели два поражения, в которых потеряли до 12 тыс. убитыми, 3 тыс. пленными и 39 слонов. Таким образом после целого ряда поражений господство на Пиренейском полуострове начало переходить к Риму. В 213 году до н. э. римляне взяли Сагунт и обеспечили себе контроль практически над всем восточным побережьем Испании.

### Переход Сифакса на сторону римлян
В 213 году до н. э. произошло ещё одно событие, которое и в самом Карфагене, и в лагере Ганнибала не могли не воспринять как серьёзную угрозу: братья Сципионы, успешно воевавшие на Пиренейском полуострове, высадились в Северной Африке. Это была уже вторая попытка римского командования перенести войну непосредственно на территорию Карфагенской державы. На этот раз африканская экспедиция привела к большому дипломатическому успеху римлян. Им удалось воспользоваться тем, что у карфагенян возникли столкновения с одним из нумидийских царей — вождём племени масайсилиев Сифаксом — и заключить с ним союз. Центурион Квинт Статорий даже остался у Сифакса обучать его воинов римскому боевому строю и военному искусству. Результаты не замедлили сказаться: вскоре в одной из стычек масайсилии разбили карфагенян.

## Второй период войны (212—207 до н. э.)

### Военные действия в Италии в 212—209 до н. э.

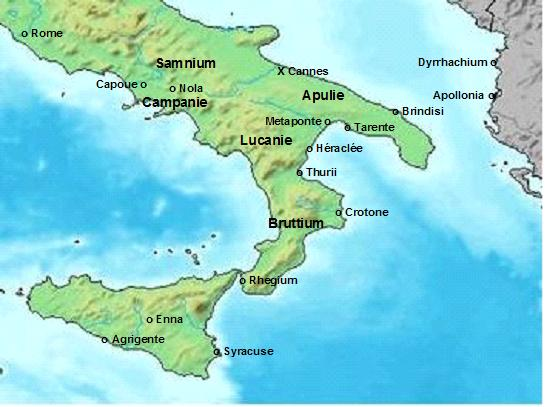
Карта Южной Италии и Сицилии во время войны

В 212 году до н. э. на сторону Ганнибала перешёл Тарент и, следом за ним, ещё несколько городов бывшей Великой Греции. Римляне потерпели ещё одно поражение (оно стоило им 16 000 убитых), но сумели осадить Капую, а главное — были взяты Сиракузы. После некоторых частных успехов карфагеняне были вынуждены оставить Сицилию.
В следующем году Ганнибал предпринял попытку деблокировать Капую. Непосредственно отогнать осаждавших от городских стен ему не удалось. Тогда он предпринял марш к Риму с целью увлечь за собой римские войска у Капуи. Ганнибал у ворот! Казалось, вся Италия, затаив дыхание, замерла в ожидании. В самом Риме то тут, то там возникала тревога, начиналась паника, люди в смятении ожидали, что бои вот-вот завяжутся на улицах города. Но никаких последствий это не имело, Рим был достаточно хорошо укреплён, и Ганнибал ушёл зимовать на юг Италии. Оставленная без надежд на снятие блокады, Капуя вскоре сдалась, — это был решительный успех. Римляне напрягали все силы. Под знамёна была призвана значительная часть взрослого населения от 17 до 47 лет, в армиях сражались 230 000 человек.

### Реванш и тупик в Испании
В 211 году до н. э. карфагеняне высадили в Испании мощную армию, братья Сципионы понесли сильнейшее поражение и погибли в бою, но один из офицеров, Луций Марций, которого солдаты выбрали в командующие, сумел организовать остатки армий, и силы для сопротивления всё ещё оставались. В следующем году римский сенат прислал подкрепления во главе с Гаем Марцием и Клавдием Нероном, что стабилизировало положение. Очередная крупная победа Карфагена, на этот раз в Испании, вновь не дала ощутимых плодов.

### Перелом
В 209 году до н. э. сын Корнелия Сципиона, Публий Корнелий Сципион Африканский принял командование в Испании и совершенно неожиданно захватил Новый Карфаген. В Италии римлянами был взят Тарент, который тремя годами ранее перешёл на сторону карфагенян. Римляне 30 тысяч его жителей продали в рабство, а их земли включили в состав римского общественного поля. Эта расправа над карфагенским союзником в Италии внушила страх всем италийским союзникам, ранее перешедшим на сторону Карфагена, которые один за другим начали переходить на сторону Рима. 
Теперь все надежды Ганнибал связывал с братом Гасдрубалом, который, отбросив Сципиона, вывел в 208 году до н. э. крупные силы из Испании в Галлию и начал подготовку к вторжению на Апеннинский полуостров. Переход через Альпы прошёл относительно легко, и в следующем, 207 году до н. э. Гасдрубал вступил в Италию. Однако консул Гай Клавдий Нерон, узнавший из перехваченного письма планы карфагенян, совершил с частью своей армии марш-бросок на север и соединился с армией консула Марка Ливия Салинатора. Объединённые силы римлян полностью разбили войска Гасдрубала у реки Метавр, сам Гасдрубал пал в бою.
После разгрома столь необходимых подкреплений Ганнибал потерял надежду на ведение активных боевых действий в Италии, его незначительные успехи на юге полуострова уже не могли решить исхода войны.

## Третий период войны (206—202 до н. э.)
В Испании в 206 году до н. э. Магон потерпел поражение при Илипе и был вынужден оставить весь Пиренейский полуостров под властью Рима. Его высадка у Генуи с 12 тыс. пехотинцев и 2 тыс. всадников ничего не решала, вскоре он был ранен и умер. Ганнибал не предпринимал активных действий, казалось, что он потерял всякую надежду.
В 205 году до н. э. македонский царь Филипп V после безрезультатных боевых действий был вынужден заключить мир, получив незначительные территории в Иллирии.

### Война в Африке

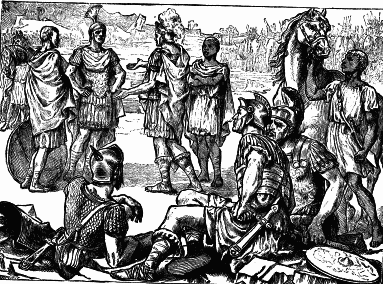
Встреча Сципиона и Ганнибала перед битвой при Заме

В 204 году до н. э. Сципион высадился с тридцатитысячной армией в Африке. Заключив союз с вождём одного из нумидийских племён Массиниссой, он нанёс несколько поражений карфагенянам. Тогда сенат Карфагена призвал Ганнибала на родину, и он вернулся после 16 лет боевых действий в Италии. Ганнибал попытался добиться уступок при проведении мирных переговоров в личном свидании со Сципионом. Он признал превосходство римлян в предстоящем сражении и обещал все возможные уступки со стороны Карфагена, но успеха не добился.
В 202 году до н. э. у Замы состоялось генеральное сражение. Сципион построил свою армию не сплошным фронтом, а отрядами, между которыми были оставлены проходы, по которым в случае надобности могли идти боевые слоны. На левом фланге под командованием Леллия он поместил италийских всадников, на правом — нумидийскую конницу Массиниссы. Проходы между отрядами тяжеловооружённых пехотинцев он заполнил легковооружёнными солдатами, которые должны были при появлении слонов убежать в тыл или примкнуть к ближайшим отрядам. Животные, двигаясь по этим живым коридорам, попали бы под перекрёстный обстрел дротиками. Ганнибал перед своими войсками поставил 80 слонов, за ними вспомогательные отряды лигуров, галлов, балеаров и мавров, во втором ряду — карфагенян, ливийцев и небольшую группу македонян, которых наконец-то прислал на помощь Филипп, за ними — отряды италиков, большей частью брутиев, вынужденных навсегда покинуть родную землю и, наконец, на правом фланге карфагенскую, а на левом — нумидийскую конницу.
Битва началась с того, что римляне своим криком, сигналами труб и рожков перепугали слонов, и они, уж в который раз, обратились против своих, главным образом против стоявших на левом фланге мавров и нумидийцев. Туда же направил свой удар и Массинисса. Те немногочисленные животные, которые устремились на врага, попали под удары римских дротиков и в конце концов повернули направо, против карфагенских всадников, куда двинул свою конницу и Леллий. Так как на стороне римлян теперь сражались нумидийцы, то Магарбал, командир карфагенской конницы, решил отступить и заманить вражеских всадников подальше от места сражения, уравняв силы сторон. Второй ряд карфагенян попытался обойти римлян с флангов. После этого римский натиск несколько ослаб, и тогда Сципион, убрав раненых, ввёл в дело триариев, то есть основные резервы. Сражение возобновилось, а тем временем Леллий и Массинисса, которые разбили пунийскую кавалерию, сумели собраться и напали на карфагенскую пехоту с тыла. Под этим ударом строй карфагенян развалился и они побежали. В этом бою погибло более 20 тыс. карфагенян и их союзников, столько же попало в плен. Римляне потеряли несколько более 1,5 тыс. человек. Сам Ганнибал с небольшим отрядом всадников бежал в Гадрумет. Так закончилась война.

## Итоги
По условиям мира Карфаген должен был выплатить Риму в течение 50 лет огромную сумму денег (контрибуцию в 10 000 талантов). Кроме того, Карфаген терял все свои заморские владения и весь свой флот (кроме десяти кораблей), а также он не имел право вести с кем-либо войну без разрешения Рима.
Вторая Пуническая война длилась 17 лет и закончилась победой Рима, который стал сильнейшим государством Западного Средиземноморья.
После изгнания Ганнибала из Италии римляне начали экзекуции перешедших на его сторону народов, что привело к деградации многих, прежде цветущих областей Италии в пастбища и степи.

## Места приписки легионов
Год
- 218 — по 2 в Италии, Сицилии и Галлии и Испании, всего 6;
- 217 — 4 в Италии, 2 в Сицилии и Галлии, 3 в Сардинии, 2 новонабранных в Испании, всего 11;
- 216 — 10 в Италии, 2 в Сицилии и Галлии, 3 в Сардинии, 2 новонабранных в Испании, всего 17;
- 215 — 8 в Италии, 2 в Сардинии, 2 новонабранных в Испании, всего 12;
- 214 — 6 новонабранных, из них 1 в Пицене, 2 в Риме, 2 в Сицилии и Галлии и 1 в Греции (Македонии), 9 в Италии, 2 в Сардинии, 2 новых в Испании, всего 19;
- 213 — 11 в Италии, 2 в Сицилии и Галлии, 6 в Сардинии, 1 в Греции (Македонии), 2 новонабранных в Испании, всего 22;
- 212 — 14 в Италии, 2 в Сицилии и Галлии, 6 в Сардинии, 1 в Греции (Македонии), 2 новонабранных в Испании, всего 25;
- 211 — то же самое